# A Fistful of Dynamite
Giù la testa (Engels: A Fistful of Dynamite) is een Italiaanse speelfilm uit 1971, geregisseerd door Sergio Leone. De film wordt meestal beschouwd als spaghettiwestern, ook al speelt hij zich af tegen de achtergrond van de Mexicaanse Revolutie. De film gaat over de vriendschap tussen een Mexicaanse bandietenleider (Rod Steiger) en een Ierse oud-IRA-explosievenexpert (James Coburn). Het is de vijfde film van Sergio Leone.
Met deze film won Sergio Leone in 1972 een David di Donatello (de nationale Italiaanse filmprijs) voor beste regisseur.
De film is de middelste uit Leones Amerika-trilogie, die begon met Once Upon a Time in the West en eindigde met Once Upon a Time in America.

## Verhaal
Mexico anno 1913. Het land is verscheurd door de Mexicaanse Revolutie, een hevige burgeroorlog tussen de regeringstroepen van generaal Victoriano Huerta en de rebellen van Pancho Villa. Deze laatsten komen op voor rechten van de arme bevolking. Juan, een Mexicaanse bandiet, heeft geen enkele interesse in politiek en gebruikt de oorlog als ideale gelegenheid om zijn eigen zakken te vullen. Wanneer Juan een postkoets overvalt, komt hij de laconieke Ierse explosievenexpert John Mallory tegen. Juan beseft al snel dat John hem van nut kan zijn en hij besluit de Ier te gebruiken om samen de federale bank van Mesa Verde te overvallen.
Tot ieders verbazing blijkt de bank geen geld maar politieke gevangenen te bevatten. Juan wordt door de bevolking als een held gezien omdat hij de rebellen bevrijd heeft. Al snel zit Juan tot over z'n oren in een politieke strijd want de rebellen hebben hoge verwachtingen van hem.

## Rolverdeling
| Acteur             | Personage                                                                       |
| ------------------ | ------------------------------------------------------------------------------- |
| Rod Steiger        | Juan Miranda                                                                    |
| James Coburn       | John H. Mallory                                                                 |
| Romolo Valli       | Dr. Villega                                                                     |
| Maria Monti        | Adelita, koetspassagier                                                         |
| Rik Battaglia      | Santerna (als Rick Battaglia)                                                   |
| Franco Graziosi    | Gouverneur Huerta                                                               |
| Antoine Saint-John | Gutierez / Kolonel Günther Reza (als Domingo Antoine) (als Jean Michel Antoine) |
| Vivienne Maya      | Coleen, John's vriendin (als Vivienne Chandler)                                 |
| David Warbeck      | Nolan, John's vriend                                                            |
| Giulio Battiferri  | Miguel                                                                          |

## Verschillende titels
De oorspronkelijke Italiaanse titel was Giù la testa, en de oorspronkelijke Engelse titel was Duck, You Sucker, waarvan Leone dacht dat het ook in Amerika een uitdrukking was. Het is namelijk de letterlijke vertaling van de Italiaanse uitdrukking Giù la testa, coglione! ("Bukken jij sukkel, Ballen).
In Engeland bracht men de film uit onder de naam A Fistful of Dynamite. Deze refereerde aan de films uit de Dollarstrilogie van Leone. De Fransen veranderden de titel in Once Upon a Time a Revolution. Dat was naar aanleiding van het succes van de film Once Upon a Time in the West. In deze twee Europese landen was de film dan ook erg succesvol. In de Verenigde Staten haalde men de film uit de bioscoop om hem opnieuw uit te brengen als A Fistful of Dynamite naar Engels voorbeeld, maar het mocht niet baten. De film werd er geen succes.

## Productie
Leone wilde Jason Robards en Eli Wallach in de hoofdrollen, maar de geldschieters zagen liever James Coburn en Rod Steiger.
Aanvankelijk wilde Leone de film zelf niet regisseren en had hij Sam Peckinpah op het oog. Peter Bogdanovich was op een gegeven moment verbonden en zou de film regisseren, maar zag er uiteindelijk toch van af. Leone wilde zijn gebruikelijke assistent Giancarlo Santi de film laten regisseren, maar  Coburn en Steiger eisten Leone zelf als regisseur. 
De film was geen groot succes en werd door de pers gezien als een teleurstelling.

## Verschillende versies
De Italiaanse versie was langer dan de internationaal uitgebrachte versie. 
De tekst The revolution is not a social dinner, a literary event, a drawing or an embroidery; It cannot be done with elegance and courtesy. The revolution is an act of violence... Mao Tse-Tung staat aan het begin van de film. In vrijwel alle versies is deze tekst eruit geknipt, zoals ook veel scènes zijn ingekort of zelfs verwijderd. De executie op het station die een kleine drie minuten duurt werd ingekort tot een minuut. De scène waarin Juan zijn neergeschoten zonen ziet was ook ingekort. Deze scène verwees naar het Rome van de Tweede Wereldoorlog. De Via Ardeatine is de plek geweest waar 335 gijzelaars zijn neergeschoten door de SS. Dit alles gebeurde in een grot, net zoals wij een grot zien in de film. 
Leone was zeer gekant tegen de mythologisering van de revolutie. Na de studentenrellen in Parijs (1968) werden er veel politieke films gemaakt in Europa. Er was hoop dat alles anders zou worden. Leone geloofde daar niet in en het is ook niet voor niets dat hij begint met een tekst van Mao. Hij wilde alle salonsocialisten erop wijzen dat de revolutie geen fijne bezigheid was, maar simpelweg gewelddadig.
Sinds 2005 is de volledige versie van de film te verkrijgen. Wel draagt hij de titel A Fistful of Dynamite. Het is de complete versie die ook op de première in Rome te zien was.